# Ryukyucardiophorus
Ryukyucardiophorus is een geslacht van kevers uit de familie  
kniptorren (Elateridae).
Het geslacht is voor het eerst wetenschappelijk beschreven in 1973 door Ôhira.

## Soorten
Het geslacht omvat de volgende soorten:
- Ryukyucardiophorus alvini (Fleutiaux, 1916)
- Ryukyucardiophorus babai Kishii, 1991
- Ryukyucardiophorus loochooensis (Miwa, 1934)
- Ryukyucardiophorus mertliki Platia & Gudenzi, 1999
- Ryukyucardiophorus tokarensis Kishii, 1976